# Roar Grønvold
Roar Grønvold (* 19. března 1946 Hvittingfoss) je bývalý norský rychlobruslař.
V roce 1968 startoval poprvé na Zimních olympijských hrách, v závodě na 500 m skončil na třináctém místě. O dva roky později debutoval šestou příčkou na Mistrovství Evropy, následující rok byl osmý. Největších úspěchů dosáhl v sezóně 1971/1972. Nejprve získal stříbrnou medaili na evropském šampionátu, následně vybojoval dvě stříbra na tratích 1500 m a 5000 m na zimní olympiádě a následně si dobruslil rovněž pro stříbro na vícebojařském světovém šampionátu. Představil se také na Mistrovství světa ve sprintu (6. místo). Po sezóně 1971/1972 se společně s dalšími rychlobruslaři připojil k nově založené profesionální lize International Speed Skating League (ISSL), na jejímž světovém mistrovství v roce 1973 byl třetí. Existence ISSL však vydržela pouze do roku 1974, Grønvold poslední závod, norský šampionát, absolvoval v roce 1976.